# Río Venta

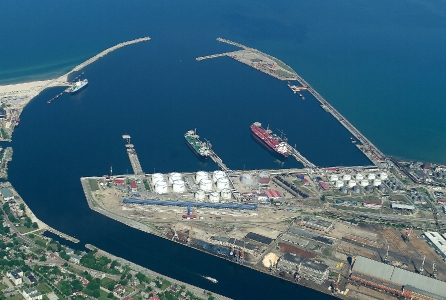
La desembocadura en Ventspils

El río Venta (en alemán: Windau; en polaco: Windawa) es un río en el noroeste de Lituania y Letonia occidental. Su fuente se encuentra cerca de Kuršėnai en el lituano condado de Šiauliai. Desemboca en el mar Báltico en Ventspils (Letonia). 
Las principales ciudades a lo largo del Venta son Mažeikiai (Lituania), Kuldīga y Ventspils (Letonia). Sus principales afluentes son el río Abava, el río Virvyčia (99,7 km), el río Varduva (96 km), que desemboca en el Venta en la frontera lituano-letona.